# Kassakurs
Der Kassakurs (auch Kassapreis, Spotkurs, Spotpreis; englisch spot price) ist der Börsenkurs eines Finanzinstruments oder einer Ware bei Kassageschäften am Kassamarkt. Gegensatz ist der Terminkurs.

## Allgemeines
Kassakurse gehören neben den variablen Kursen (fortlaufend notierte Kurse) und den Terminkursen zu den Börsenkursen. Die Kassakurse zählen zu den wichtigsten Marktdaten, die nicht nur für die Marktteilnehmer, sondern auch für die Öffentlichkeit von Interesse sind. Im Aktienhandel an der Börse spielen sie jedoch keine Rolle mehr, da die variablen Kurse und deren Schlusskurs für alle Aktienumsätze gelten. Multipliziert man den Kassakurs mit der Einheit (Nennwert oder Stückzahl) des Basiswerts, so erhält man den Kurswert.

## Arten
Kassakurse gibt es bei Wertpapieren und Devisen (Finanzinstrumente) und beispielsweise bei Rohstoffen wie Kaffee (oder sonstigen Handelswaren, so genannte englisch „Commodities“). Seit Januar 2001 gab es in Deutschland für fortlaufend notierte Aktien keine Kassakurse mehr. Bis Mai 2011 war der Kassakurs – auch Einheitskurs genannt – noch für alle Wertpapierorders maßgebend, die eine bestimmte Stückzahl, den Mindestschluss, nicht erreichten. Seitdem ist der Mindestschluss für Aktien abgeschafft, bei Anleihen ergibt er sich aus der Mindestanlagesumme. Dadurch hat der Kassakurs für Aktien keine Bedeutung mehr. Die Deutsche Bundesbank interveniert bei den Bundesanleihen einmal täglich während der Kursfeststellung der Kassakurse (englisch „Fixing“) zwischen 11.00 und 13.00 Uhr. Dadurch wird eine höchstmögliche Marktliquidität in allen Bundesanleihen gewährleistet. Wertpapierorders für Bundesanleihen müssen spätestens bis zur Feststellung des Einheitskurses im Orderbuch des Skontroführers eingegangen sein. 
Bei Devisen spielt der Kassakurs dagegen eine entscheidende Rolle. Der Devisenkassakurs besteht aus einem niedrigeren Geldkurs (englisch bid), einem höheren Briefkurs (englisch ask) und einem dazwischenliegenden Mittelkurs (englisch mean rate). Letzterer wird im Rahmen der Kursfeststellung ermittelt, wobei sich die Geld- und Briefkurse durch die Anwendung der feststehenden Kursspannen ergeben. Amtliche Devisenkassakurse wurden bis Dezember 1998 an der Frankfurter Devisenbörse ermittelt (Kassamittelkurs), seither gibt es aktuelle Kassakurse ausschließlich im außerbörslichen Interbankenhandel.

## Kassakurs als Referenzkurs
Bei Devisenswaps bildet der Devisenkassakurs den Referenzkurs zur Ermittlung des Swapsatzes. Da Kassa- und Terminkurse in aller Regel nicht übereinstimmen, errechnet sich der Swapsatz als die auf den Kassakurs bezogene relative Differenz zwischen dem Terminkurs und dem Kassakurs. Damit bildet der Kassakurs zusammen mit dem Terminkurs die Grundlage für die Prognose der künftigen Kursentwicklung eines Basiswerts. Ist die Differenz zwischen Kassakurs und Terminkurs größer als der Swapsatz, eröffnen sich Arbitragemöglichkeiten – die allerdings bei Waren durch anfallende Lagerkosten eingeschränkt werden.

## International
Der Kassakurs ist international wie in Deutschland das Gegenstück zum Terminkurs. Er ist in den EU-Mitgliedstaaten für Devisenkassageschäfte anzuwenden, die zwei Werktage nach Geschäftsabschluss zu erfüllen sind. Ausnahmen sind insbesondere die Währungspaare USD/CAD oder USD/RUB, die bereits 1 Werktag nach Geschäftsabschluss zu erfüllen sind. Kassakurse gibt es auch auf angelsächsischen Bondmärkten und bei Commodities, so auch an der London Metal Exchange und der New York Mercantile Exchange für unedle Metalle und für Energie an der European Energy Exchange.

## Kassazins
Analog zum Kassakurs bezeichnet der Kassazins oder auch Spotzins (englisch spot rate) den Zinssatz, welcher bei sofortiger Mittelaufnahme oder -anlage am Markt gezahlt wird. Dieser ist in der Regel abhängig von der Laufzeit der Mittelaufnahme oder -anlage. Durch die Kassasätze für die unterschiedlichen Laufzeiten wird eine Zinskurve definiert. Aus dieser lassen sich dann auch Terminzinssätze wie zum Beispiel die Anlage von Geld in einem Jahr für drei Jahre berechnen.
Bei Geldanlagen mit fester Rückzahlung und ggf. zwischenzeitlicher Verzinsung kann über die Kassazinskurve der Barwert der Anlage errechnet werden, der dem Kassakurs entspricht. Umgekehrt kann bei handelbaren Anlageformen (z. B. Anleihen, Schuldscheindarlehen) aus deren Kassakurs ein Kassazins abgeleitet werden.